# Park Leśny im. Powstańców Śląskich w Radlinie

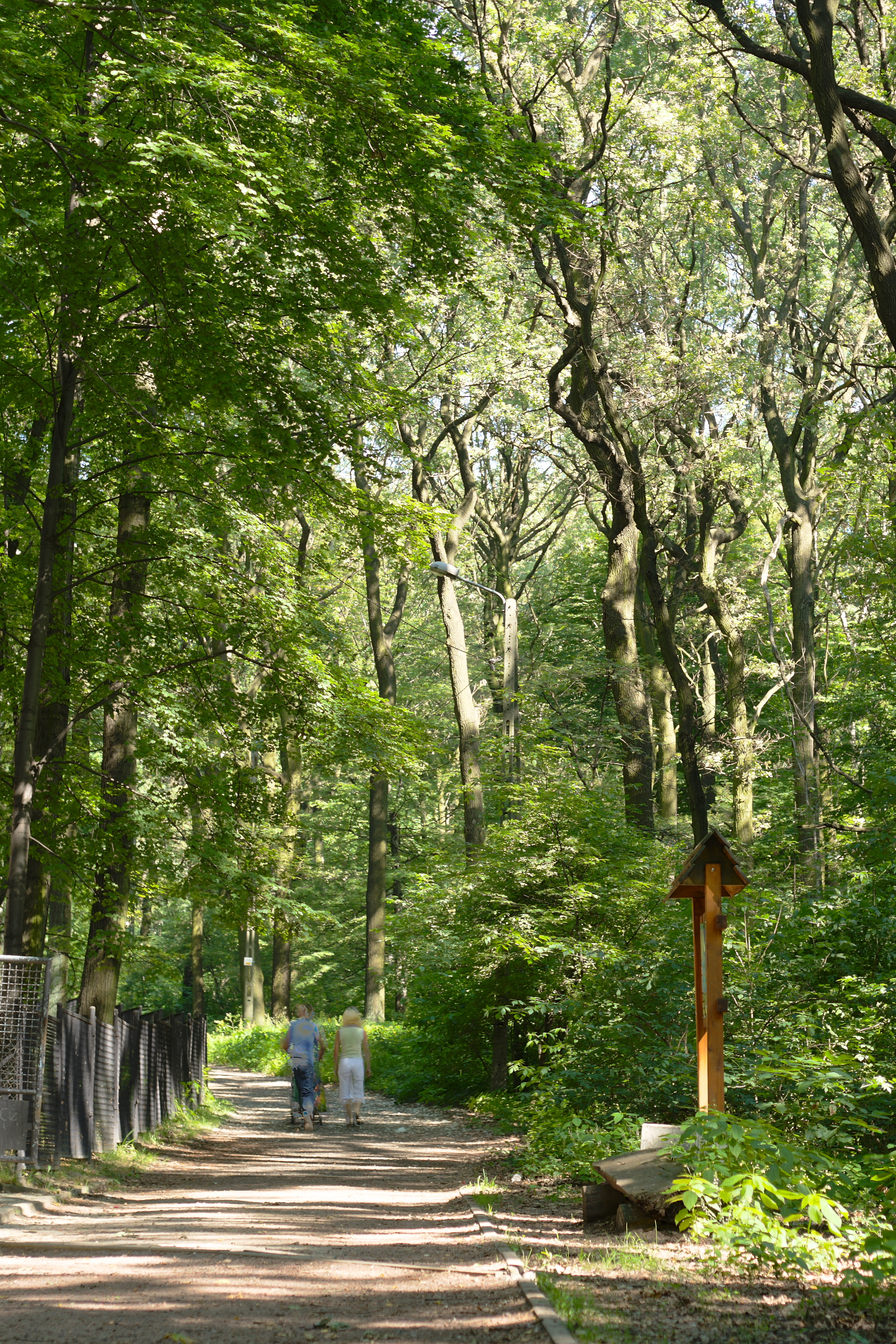
Park Leśny im. Powstańców Śląskich w Radlinie

Park Leśny im. Powstańców Śląskich – park w Radlinie, położony w części miasta zwanej Obszary. Park znajduje się w pobliżu przystanku kolejowego Radlin Obszary oraz przy granicy z Popielowem (dzielnica Rybnika) i Marklowicami na terenie dawnego „Rybnickiego Lasu Królewskiego” (Königlicher Rybniker Forst) o powierzchni 3,28 hektara.

## Charakterystyka
Na terenie parku znajduje się Szkoła Podstawowa nr 4 im. Gustawa Morcinka w Radlinie. Park jest własnością Lasów Państwowych (Nadleśnictwa Rybnik) i stanowi (pod względem typologii leśnej) fragment lasu świeżego Leśnictwa Jankowice. Park posiada rozbudowaną sieć ścieżek spacerowych oraz biegowych, jak również pierwszą na Śląsku trasę nordic walking. W ramach parku funkcjonują park linowy, siłownia na wolnym powietrzu oraz infrastruktura sportowo-edukacyjna, w tym przyrodnicza ścieżka dydaktyczna.

## Historia
Tereny leśne w tym miejscu zaznaczone są już na mapach kartografa J.B.R. Wiesnera ilustrujących tereny Wodzisławia Śląskiego i okolic z roku 1825. Na XIX wiecznych mapach widnieje jako fragment „Lasu Królewskiego” oznaczony nazwą „Obschora”, jako część folwarku Romanshof. W okresie powstań śląskich miejsce regularnych zbiórek lokalnych oddziałów powstańczych z okolic kopalni „Emma”. Na początku lat 60. teren leśny pomiędzy przystankiem kolejowym a Marklowicami zaaranżowano jako teren parku leśnego, oraz przystąpiono do budowy szkoły podstawowej (tzw. „tysiąclatki”). Najprawdopodobniej oficjalne otwarcie parku nastąpiło przy okazji oddania do użytku szkoły podstawowej, czyli 28 maja 1963. Z tego okresu pochodzi również nazwa parku, poświęcona powstańcom śląskim.